# ایندوکسیل
ایندوکسیل (به انگلیسی: Indoxyl) با فرمول شیمیایی C۸H۷NO یک ترکیب شیمیایی با شناسه پاب‌کم ۵۰۵۹۱ است. که جرم مولی آن ۱۳۳٫۱۴۷۲۸ g/mol می‌باشد. 